# Bisdom Líbano-Honda
Het bisdom Líbano-Honda (Latijn: Dioecesis Libana-Hondana) is een rooms-katholiek bisdom met als zetels Líbano en Honda, in Colombia. Het bisdom is suffragaan aan het aartsbisdom Ibagué. 

## Geschiedenis
Het bisdom werd opgericht op 8 juli 1989, uit delen van het aartsbisdom Ibagué. 

## Parochies
Het bisdom had in 2021 een oppervlakte van 3.477 km2 en telde 281.570 inwoners waarvan 88,3% rooms-katholiek was.

## Bisschoppen
- José Luis Serna Alzate (8 juli 1989 - 12 juli 2002)
- Rafael Arcadio Bernal Supelano (10 januari 2003 - 28 februari 2004)
- José Miguel Gómez Rodríguez (22 november 2004 - 23 februari 2015)
- José Luis Henao Cadavid (17 oktober 2015 - heden)

## Galerij van afbeeldingen

Wapen van het bisdom Líbano-Honda
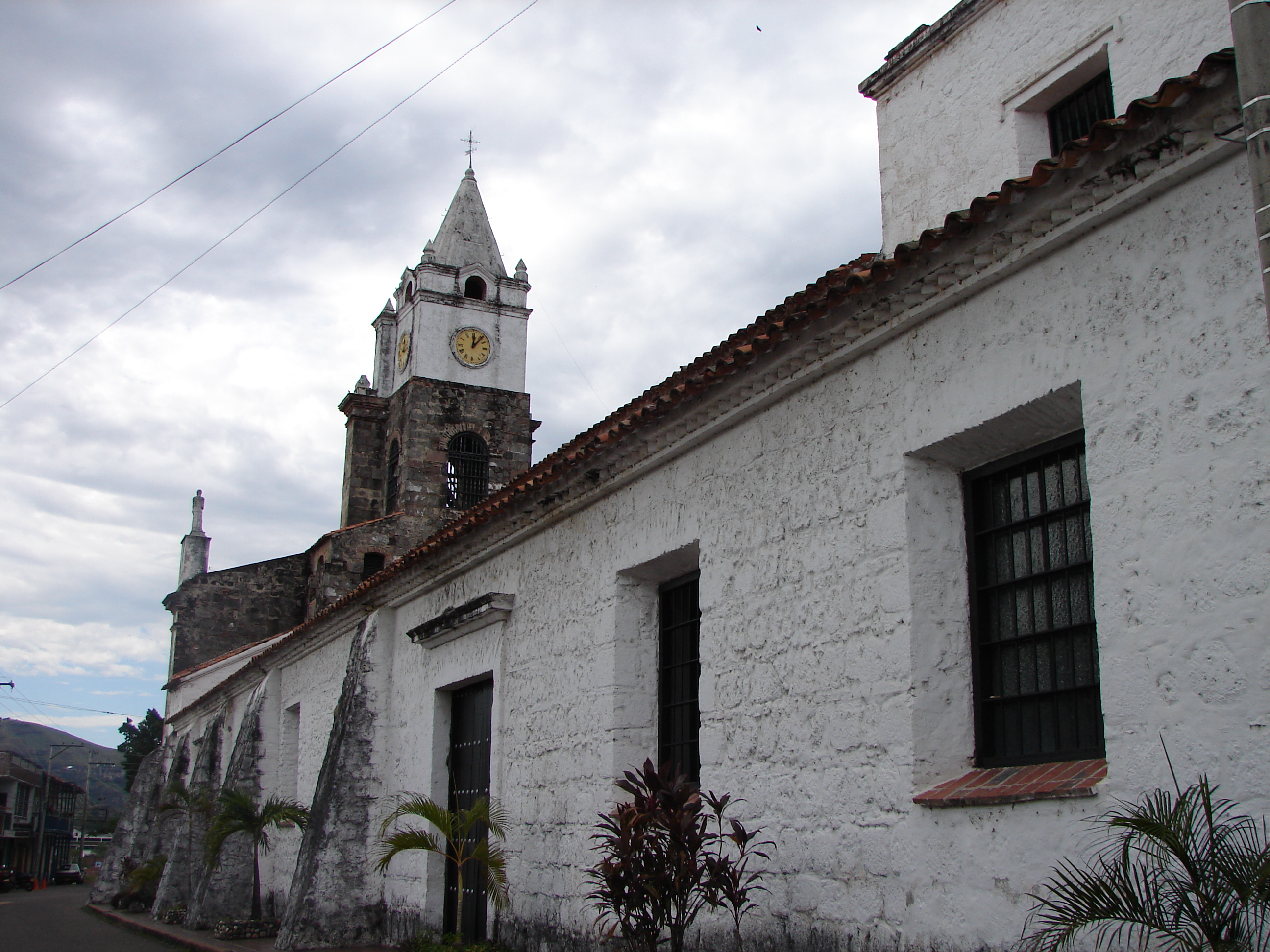
Cokathedraal van Honda

Ibagué (aartsbisdom) · Espinal · Garzón · Líbano-Honda · Neiva